# سوه سوه وین
سوه سوه وین (انگلیسی: Swe Swe Win؛ زادهٔ ۳ دسامبر ۱۹۷۵) وزنه‌بردار اهل میانمار بود.